# Sciolze
Sciolze är en ort och kommun i storstadsregionen Turin, innan 2015 provinsen Turin, i regionen Piemonte, Italien. Kommunen hade 1 453 invånare (2017).
1. ↑  ”Geomorphological characteristics of municipalities”. 2017. Arkiverad från originalet den 16 maj 2019. https://web.archive.org/web/20190516211155/http://dati.istat.it//Index.aspx?QueryId=34711. Läst 6 juli 2019.
2. 1 2  ”Statistiche demografiche ISTAT”. demo.istat.it. Arkiverad från originalet den 16 juli 2018. https://web.archive.org/web/20180716065929/http://demo.istat.it/bilmens2017gen/index.html. Läst 8 juni 2019.